# Świbka błotna
Świbka błotna (Triglochin palustris L.) – gatunek byliny należący do rodziny świbkowatych (Juncaginaceae Rich.). Występuje w strefie umiarkowanej i chłodnej półkuli północnej. W Polsce gatunek rodzimy, pospolity zarówno na niżu jak i pogórzu. 

## Morfologia
PokrójBylina o krótkim, pełzającym kłączu, wytwarzająca krótkie rozłogi.
ŁodygaProsto wzniesiona, u nasady podnosząca się, wysokości 15-40(70) cm.
LiścieWszystkie liście są odziomkowe, równowąskie, ustawione w dwóch szeregach dołem pochwiaste, długości do 20 cm, szerokości 2-3 mm. Obumierają w okresie owocowania.
KwiatyMałe zielonkawo-żółte kwiaty są obupłciowe, przytulone do łodygi i zebrane w luźne, wielokwiatowe, wydłużone, szczytowe grona. Szypułki kwiatowe długości 1-4 mm. Okwiat złożony z sześciu działek, ustawionych w obu okółkach, odpadający. Działki barwy żółtozielonej z białawym obrzeżeniem, długości do 4 mm, zewnętrzne nieznacznie zaostrzone i odgięte w dół, wewnętrzne wyraźniej zaostrzone, sztywne, u góry przeważnie fioletowo lub purpurowo nabiegłe. Pręcików sześć, o krótkich nitkach i pylnikach, pylniki prawie siedzące. Słupki 3-6, zrośnięte na całej długości, tworzące jakby jeden słupek, o trzech różowych, główkowatych, pierzastych znamionach.
OwocRozłupnia, kształtu maczugowatego, wąska, tępa, długości 7-9 mm, szerokości 2 mm, rozpada się na 3-6 równowąskich rozłupek.

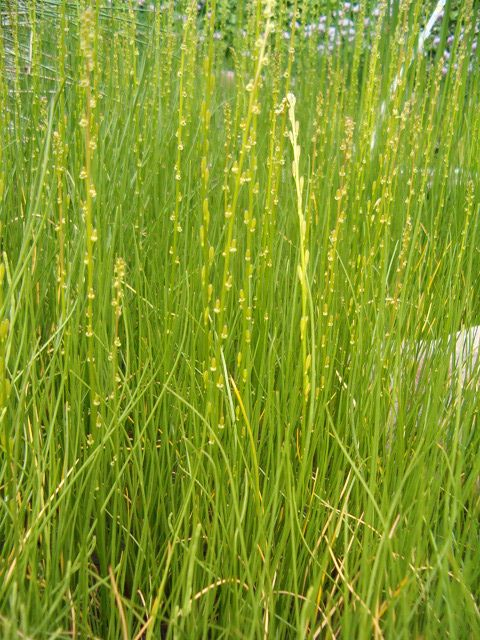
Pokrój
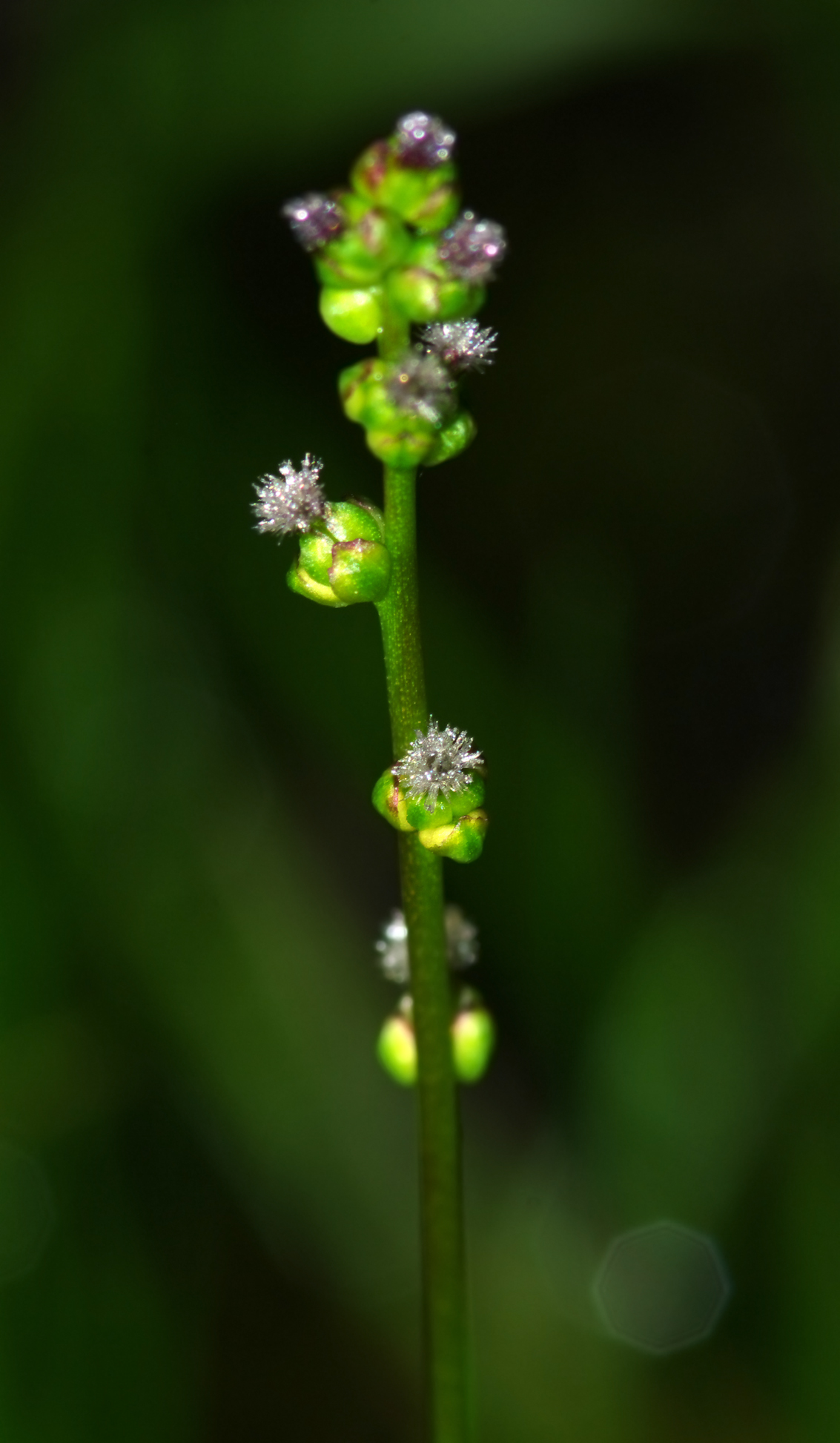
Kwiaty
Niedojrzałe owoce
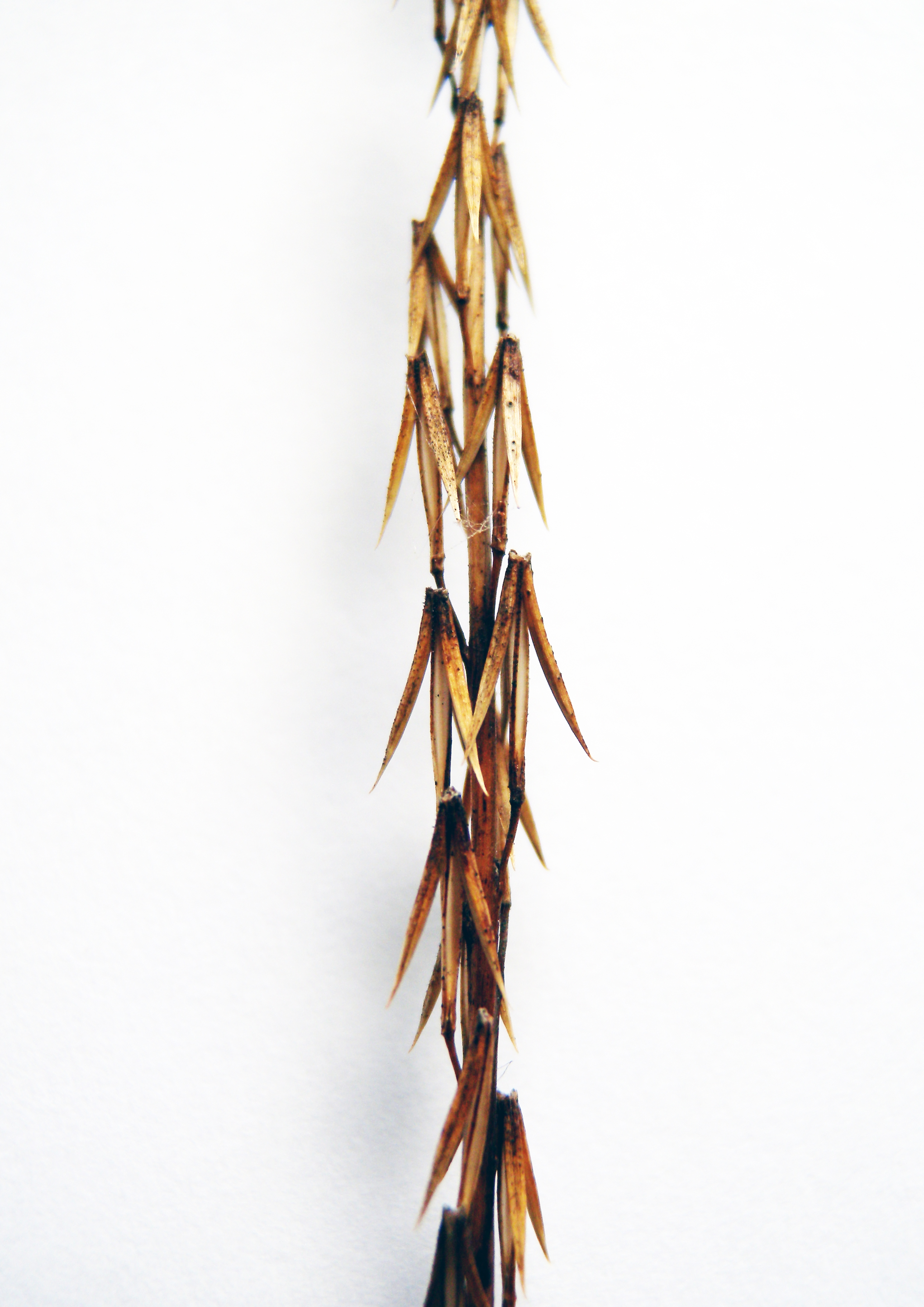
Dojrzałe owoce

## Biologia i ekologia
RozwójBylina, hemikryptofit. Kwitnie od maja do sierpnia.
SiedliskoRośnie na wilgotnych i podmokłych łąkach, torfowiskach niskich, zabagnionych brzegach zbiorników wodnych.
FitosocjologiaW klasyfikacji zbiorowisk roślinnych gatunek charakterystyczny dla kasy (Cl.) Scheuchcerio-Caricetea nigrae.
GenetykaLiczba chromosomów 2n = 24.